# Masacre de Tây Vinh
La masacre de Tây Vinh fue una serie de masacres llevadas a cabo por la División Capital del Ejército de Corea del Sur entre el 12 de febrero de 1966 y 17 de marzo de 1966 contra 1.200 civiles desarmados en la aldea de Tây Vinh, Distrito de Tay Son, provincia de Binh Dinh, en Vietnam del Sur. Durante la operación, la División Capital asaltó 15 poblados en la aldea de Tay Vihn. En el primer caserío, los soldados surcoreanos fusilaron a 68 habitantes del pueblo. Sólo 3 aldeanos sobrevivieron. La División Capital llevó a cabo una masacre similar en la aldea de Binh An el 26 de febrero de 1966.
En febrero de 2000, la Asian Human Rights Commission emitió una solicitud urgente llamando al gobierno de Corea del Sur a esclarecer los hechos de Vietnam.